# Campionato oceaniano maschile di pallacanestro 2011
Il 21º campionato oceaniano maschile di pallacanestro FIBA (noto anche come FIBA Oceania Championship 2011) si è svolto dal 7 all'11 settembre 2011 in Australia.
I campionati oceaniani maschili di pallacanestro sono una manifestazione biennale tra le squadre nazionali del continente, organizzata dalla FIBA Oceania. Storicamente questo torneo è disputato dalle sole nazionali dell'Australia e della Nuova Zelanda.
La vincente accede al Torneo olimpico 2012; la perdente prende parte al Torneo di Qualificazione Olimpica, dal 2 all'8 luglio 2012.
Erano previsti 3 incontri: la squadra che ottiene due successi si laurea Campione d'Oceania 2011, ed ottiene il diritto di partecipare ai Giochi della XXX Olimpiade. Il terzo incontro viene disputato anche se una squadra ha già vinto i primi due incontri, circostanza che si è effettivamente verificata.
Vincitrice finale è stata l'Australia, che si è aggiudicata tutti gli incontri.

## Squadre partecipanti
- Australia
- Nuova Zelanda

## Sedi delle partite
| Fase   | Città     | Impianto                        |
| ------ | --------- | ------------------------------- |
| Gara 1 | Melbourne | State Netball and Hockey Centre |
| Gara 2 | Brisbane  | Brisbane Entertainment Centre   |
| Gara 3 | Sydney    | Sydney Entertainment Centre     |

## Gare
| Arbitri: | José Martín Michael Aylen Gavin Whiu |

|                 |            |           |
| Mills 20        | Punti      | 30 Penney |
| Nielsen 6       | Assist     | 6 Tait    |
| Marić, Newley 8 | Rimbalzi   | 12 Vukona |
| Brown           | Allenatori | Vučinić   |

| Arbitri: | José Martín Tim Brown Scott Butler |

|           |            |           |
| Penney 17 | Punti      | 12 Newley |
| Penney 4  | Assist     | 4 Mills   |
| Penney 5  | Rimbalzi   | 8 Marić   |
| Vučinić   | Allenatori | Brown     |

| Arbitri: | José Martín Scott Butler Gavin Whiu |

|          |            |           |
| Marić 27 | Punti      | 27 Penney |
| Ingles 6 | Assist     | 4 Penney  |
| Marić 8  | Rimbalzi   | 7 Frank   |
| Brown    | Allenatori | Vučinić   |

## Campione
Australia
(17º titolo)

## Formazioni
Australia4 Martin, 5 Mills, 6 Gibson, 7 Ingles, 8 Newley, 9 Dellavedova, 10 Barlow, 11 Worthington, 12 Baynes, 13 Ogilvy, 14 Nielsen, 15 Marić,        All. Brett Brown
 Nuova Zelanda4 Tait, 5 Fitchett, 6 Penney, 7 Vukona, 8 Dickel, 9 Kenny, 10 Abercrombie, 11 Pledger, 12 Anthony, 13 Frank, 14 Henry, 15 Loe,        All. Nenad Vučinić